# Система швидкісного транспорту (Сінгапур)
Система швидкісного транспорту (англ. Mass Rapid Transit (MRT); кит.: 大众 快速 交通 (地铁); малай. Sistem Pengangkutan Gerak Cepat; там. துரிதக் கடவு ரயில்) — система ліній метрополітену міста-держави Сінгапур, яка формує основну частину залізниць, охоплюючи всю його територію. Перша гілка метро між станціями «Yio Chu Kang» та «Toa Payoh» була відкрита в листопаді 1987, що робить його другим метрополітеном Південно-Східної Азії, після легкорейкового метро міста Маніла, відкритого 3 роками раніше. Мережа швидко зазнала розвитку та у 2011 вже мала пасажиропотік 2,4 млн осіб, що становить 71 % від пасажиропотоку автобусного транспорту Сінгапуру.

## Історія
Будівництво метрополітену почалося наприкінці 1983 року. Початкова дистанція «Toa Payoh» — «Yio Chu Kang» відкрита у листопаді 1987 року складалася з 5 станцій та 6 км, ще 7 станцій відкрилися у грудні того ж року. Всі наступні роки система постійно розвивалася, у 2018 році налічує 141 станцію на п'яти лініях.

## Лінії
Лінії метрополітену Сінгапуру обслуговуються двома операторами SBS Transit та SMRT Trains. В системі використовується різний тип живлення потягів, на більшості лінії контактна рейка, на Північно-Східній лінії повітряна контактна мережа. Лінії побудовані після 2003 року повністю автоматизовані, потяги рухаються без допомоги машиністів.
| Лінія                                              | Лінія                | Рік відкриття                       | Останнє розширення   | Кінцеві станції          | Кінцеві станції       | Станцій              | Підземних станцій    | Довжина (км)         | Депо                                     | Вольтаж                                |                      |
| Оператор SMRT Trains                               | Оператор SMRT Trains | Оператор SMRT Trains                | Оператор SMRT Trains | Оператор SMRT Trains     | Оператор SMRT Trains  | Оператор SMRT Trains | Оператор SMRT Trains | Оператор SMRT Trains | Оператор SMRT Trains                     | Оператор SMRT Trains                   | Оператор SMRT Trains |
| -------------------------------------------------- | -------------------- | ----------------------------------- | -------------------- | ------------------------ | --------------------- | -------------------- | -------------------- | -------------------- | ---------------------------------------- | -------------------------------------- | -------------------- |
| Північно-південна лінія                            |                      | 1987                                | 2014                 | Jurong East              | Marina South Pier     | 26                   | 11                   | 45                   | Bishan Depot Ulu Pandan Depot            | Постійний струм 750В через третю рейку |                      |
| Східно-західна лінія                               |                      | 1987                                | 2016                 | Pasir Ris Changi Airport | Tuas Link Tanah Merah | 35                   | 8                    | 56.9                 | Ulu Pandan Depot Changi Depot Tuas Depot | Постійний струм 750В через третю рейку |                      |
| Кільцева лінія                                     |                      | 2009                                | 2012                 | Dhoby Ghaut Marina Bay   | Harbourfront Stadium  | 30*                  | 30                   | 35.7                 | Кім Chuan Depot                          | Постійний струм 750В через третю рейку |                      |
| Оператор SBS Transit                               |                      |                                     |                      |                          |                       |                      |                      |                      |                                          |                                        |                      |
| Північно-східна лінія                              |                      | 2003                                | 2011                 | HarbourFront             | Punggol               | 16                   | 16                   | 20                   | Sengkang Depot                           | 1500 В повітряний контакт              |                      |
| Центральна лінія                                   |                      | 2013 етап 1 2015 етап 2 2017 етап 3 | N/A                  | Bukit Panjang            | Expo                  | 34                   | 34                   | 42                   | Gali Batu Depot Кім Chuan Depot          | Постійний струм 750В через третю рейку |                      |
| * виключаючи Bukit Brown, яка не використовується. |                      |                                     |                      |                          |                       |                      |                      |                      |                                          |                                        |                      |

## Особливості
Всі потяги метро та підземні станції в місті обладнані кондиціонерами, на естакадних станціях встановлені вентилятори. Всі підземні станції — закритого типу, обладнані скляними дверима що відділяють платформу від потяга метро. Система працює з 5:30 до 1:00. На великі свята, такі як Новий рік та інші, метрополітен працює цілодобово.

## Розширення
Будуються невеликі розширення діючіх ліній та одна нова лінія. Будівництво нової лінії розділене на п'ять етапів, початкову ділянку заплановано відкрити у 2019 році. Всього нова Thomson–East Coast MRT line складатиметься з 31 станції (всі підземні) та 43 км, всю лінію заплановано відкрити у 2024 році.

## Галерея

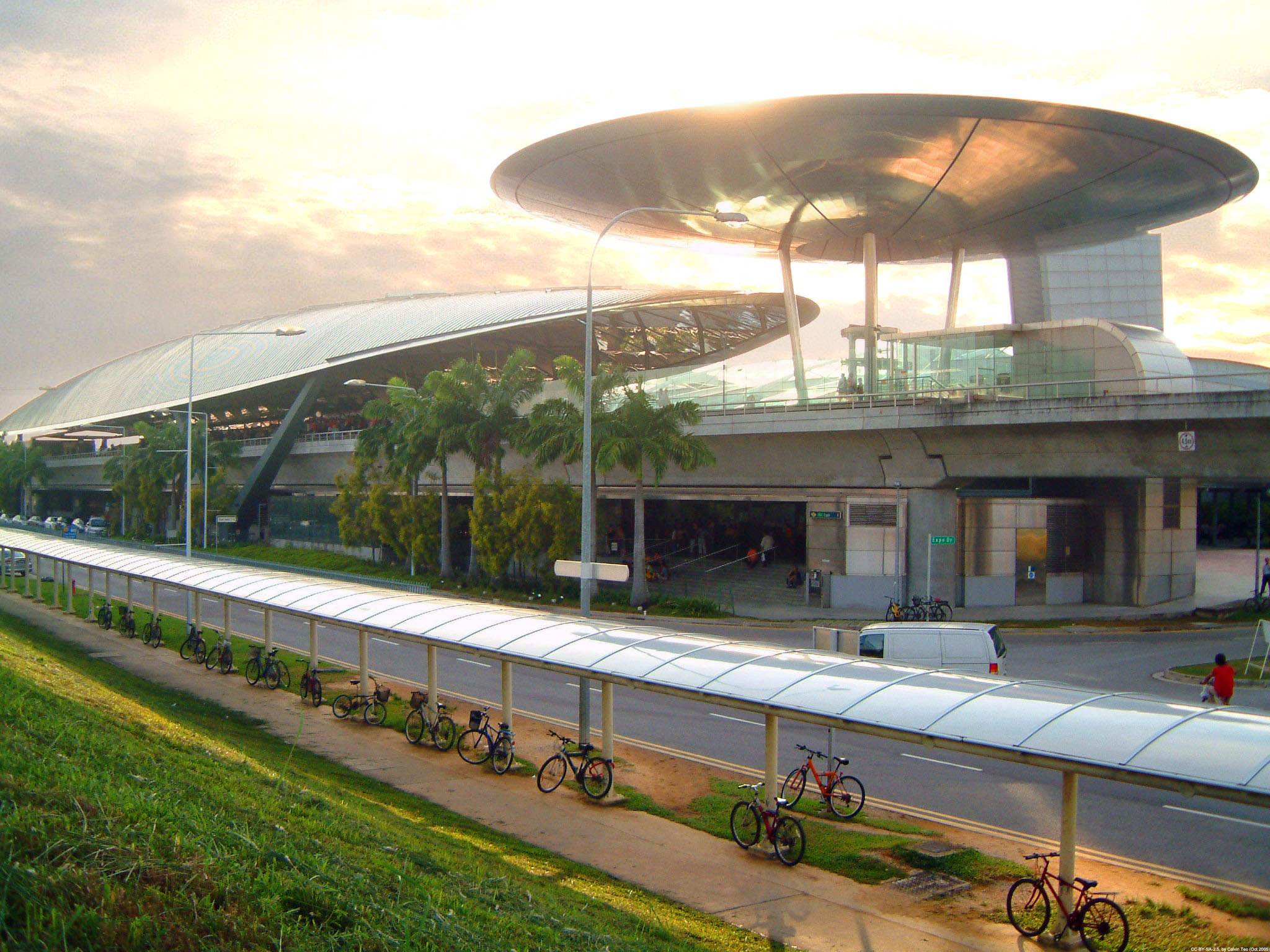
Естакадна станція «ЕХРО»
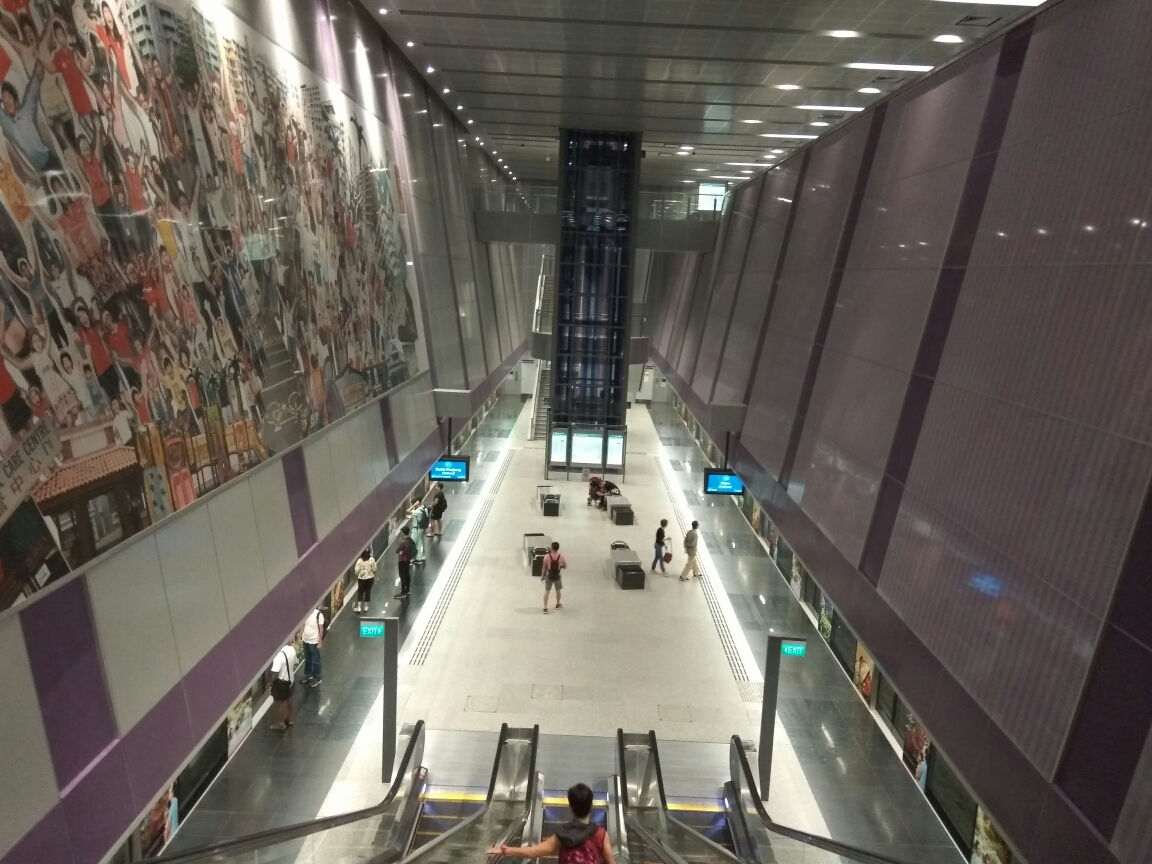
Платформа станції «Tampines East»
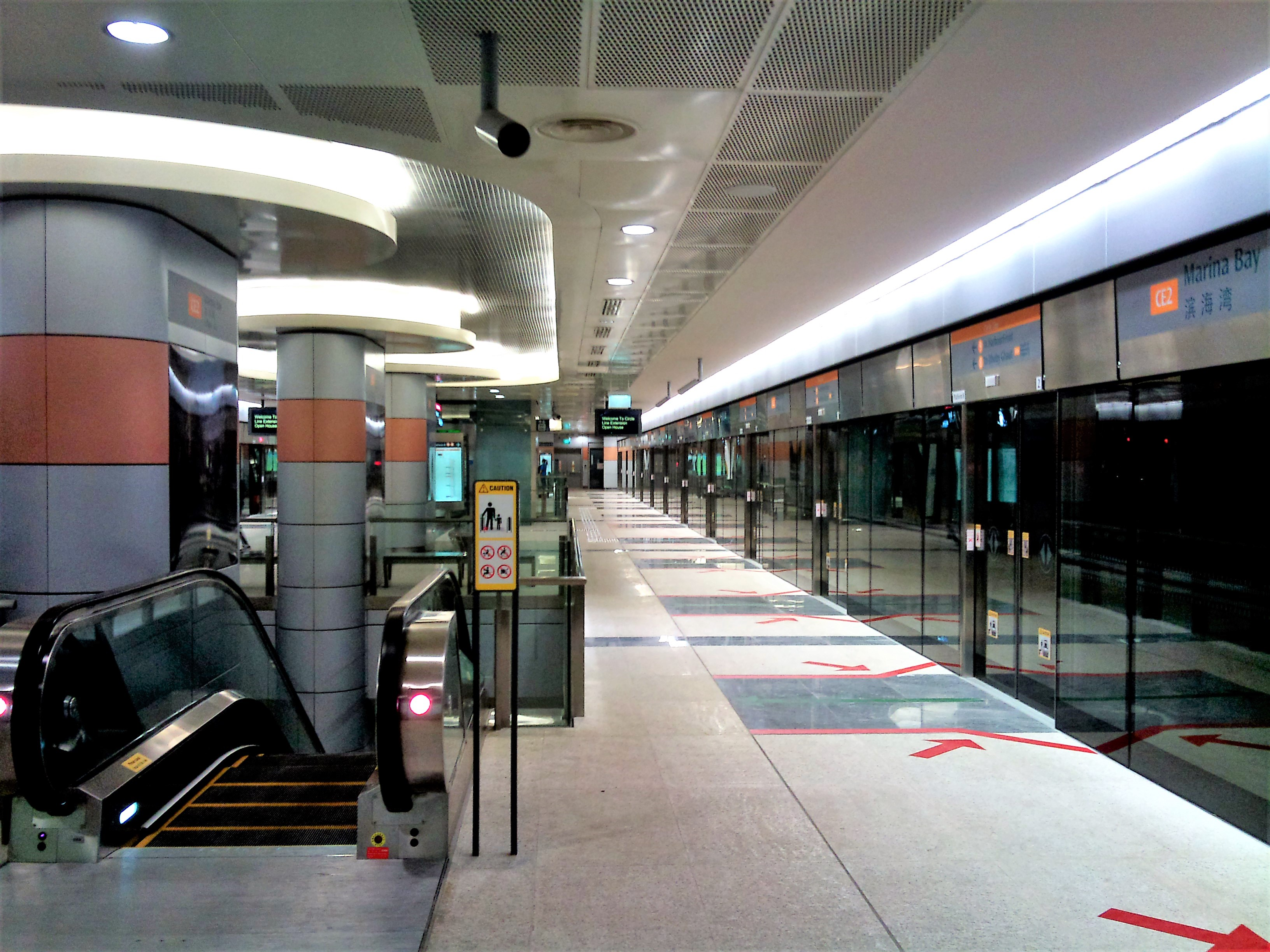
Платформа станції «Marina Bay», Кільцева лінія
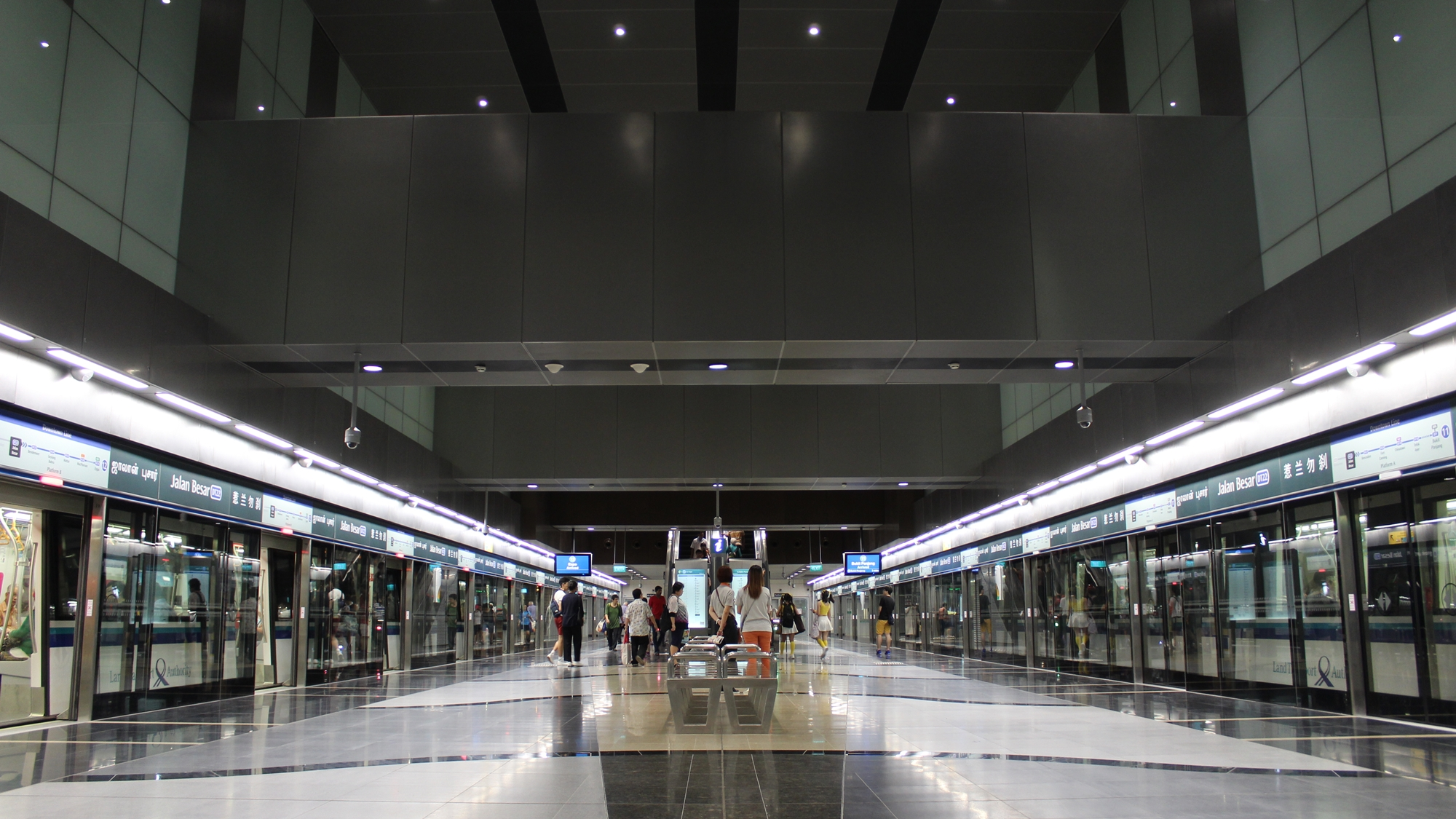
Платформа станції «Jalan Besar»
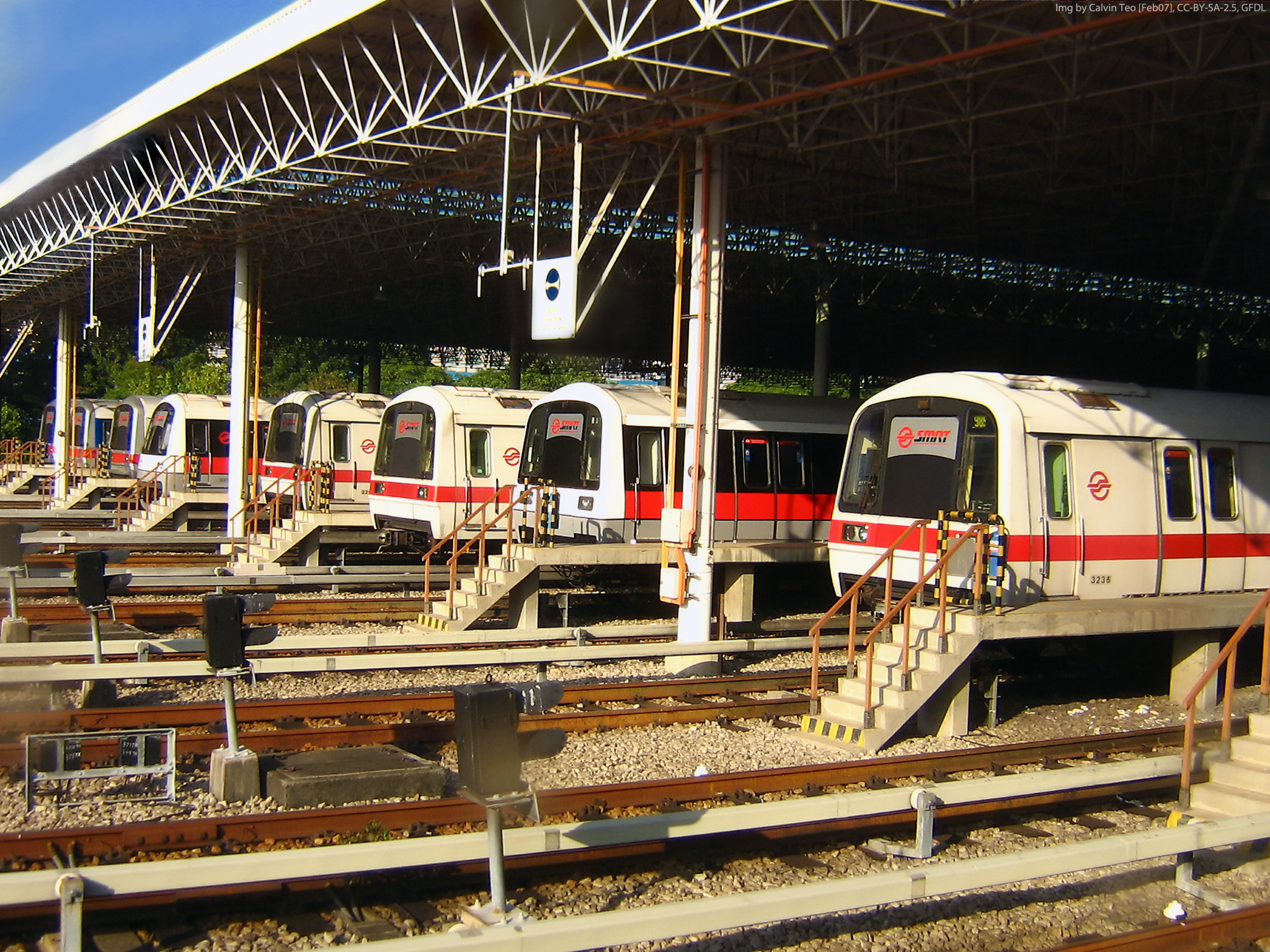
Потяги в депо
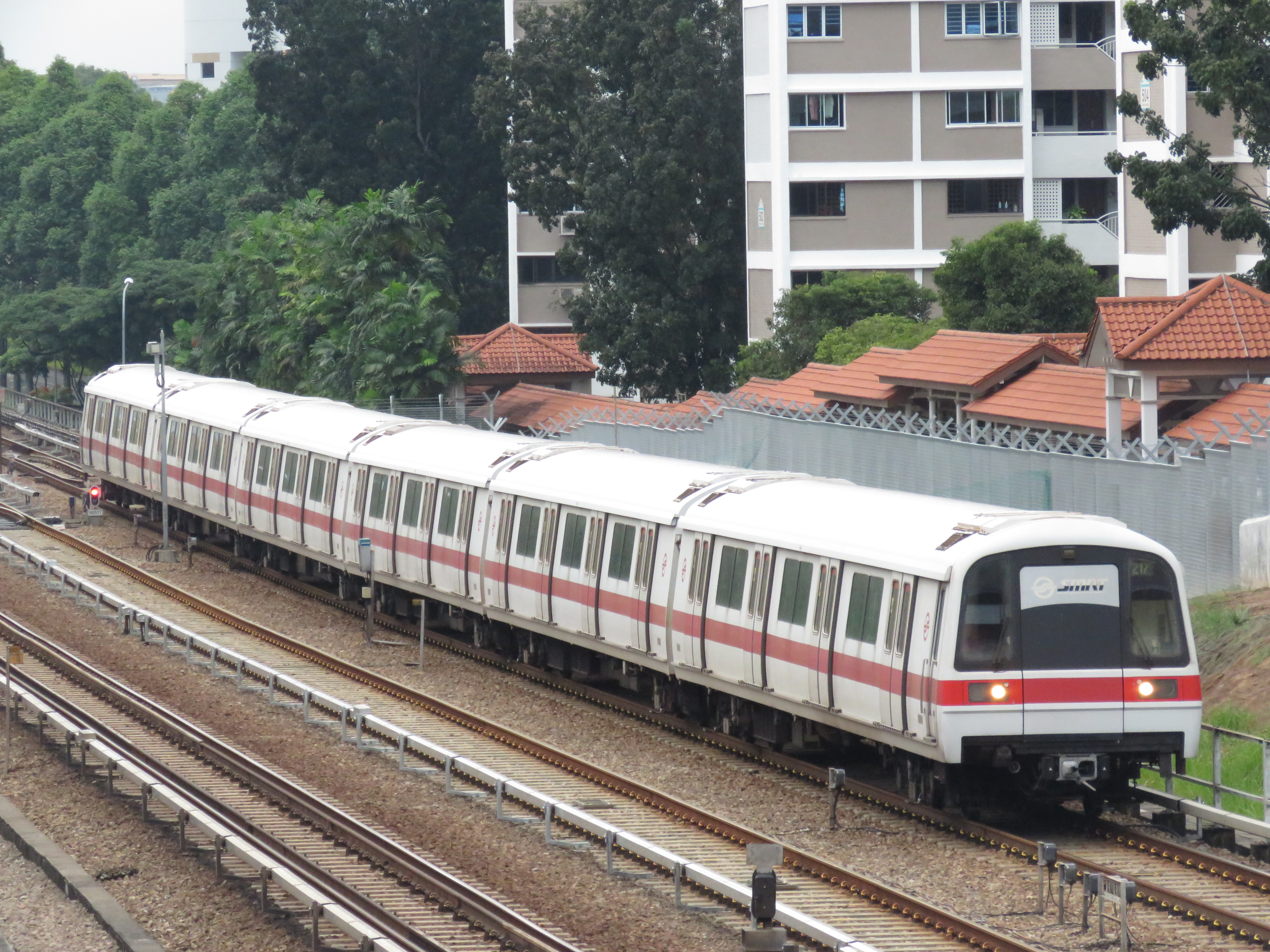
Потяг Siemens C651, на наземні ділянці
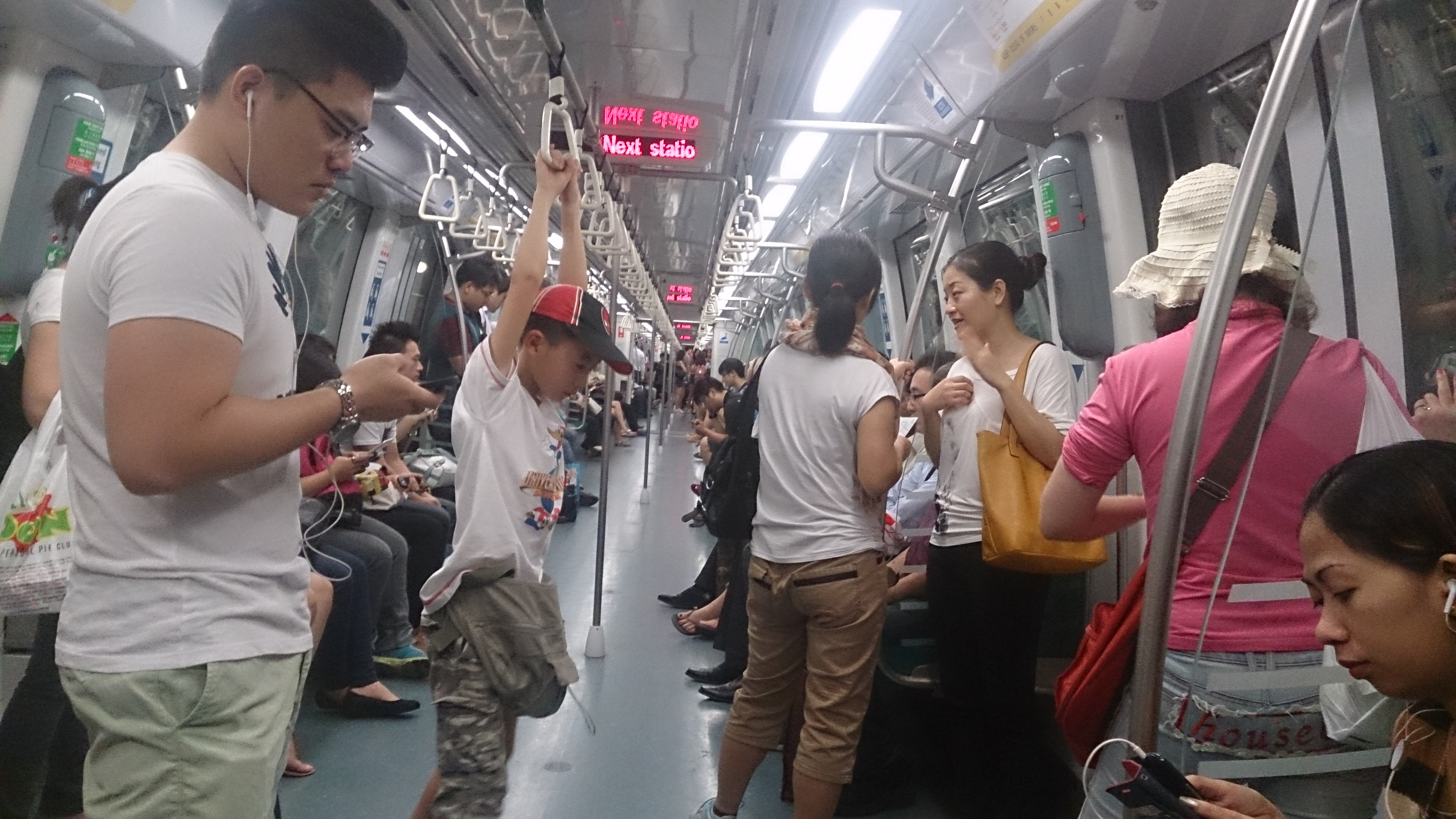
Всередині вагона
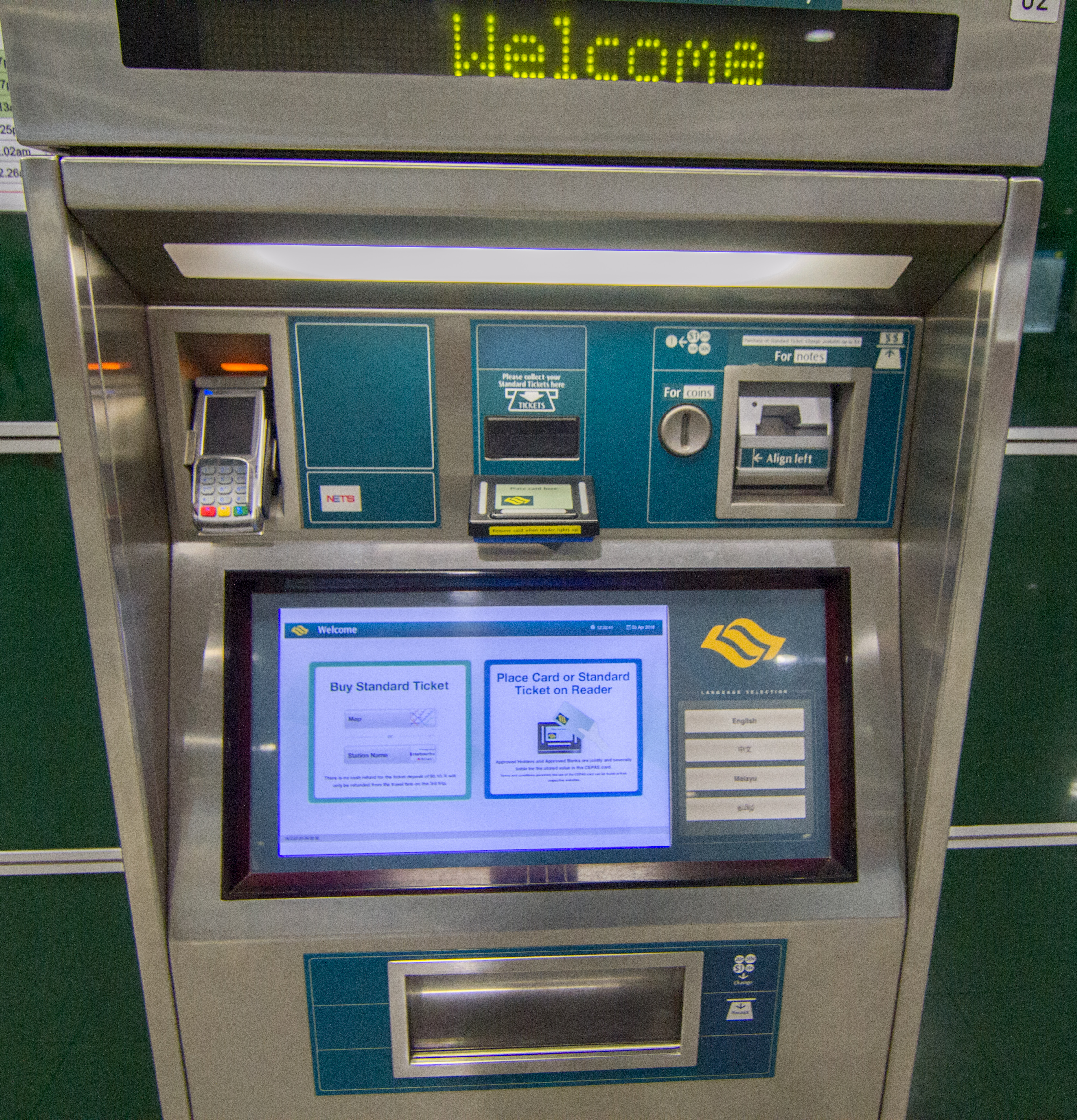
Квитковий автомат